# 长齿列当
长齿列当（学名：Orobanche coelestis）为列当科列当属下的一个种。

## 扩展阅读
- 維基物種上的相關：长齿列当